# Halo Studios

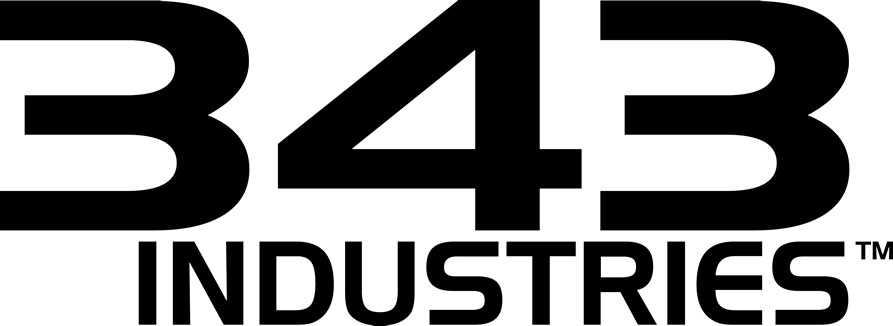
343 Industries時期標誌

Halo Studios（前称343 Industries）是微軟專門為《最後一戰系列》而開設的美國遊戲開發商。該工作室最著名的作品是2012年发售的《最後一戰4》及为其宣传制作網路劇《光环4：航向黎明号》。《最後一戰系列》最初是由Bungie開發商創作和製作的，在Bungie離開後343 Industries於2007年成立，該工作室以《最後一戰》中的角色343記罪者來命名。2024年10月，公司更名为，并同时公布了未来将使用虚幻引擎5制作的《光环》系列新作。
該工作室已發行Halo Waypoint、《最後一戰 復刻版》。

## 作品

### 游戏
| 年分 | 名稱                | 平台                                            | 備註                                                                                          |
| ---- | ------------------- | ----------------------------------------------- | --------------------------------------------------------------------------------------------- |
| 2009 | Halo Waypoint*      | Xbox 360、Windows Phone 7、iOS                  | 應用程式*。                                                                                   |
| 2010 | 最後一戰：瑞曲之戰* | Xbox 360                                        | 由Bungie製作*。於2011年8月由343 Industries 接管該遊戲及伺服器。                               |
| 2011 | 最後一戰 復刻版     | Xbox 360                                        | 最後一戰：戰鬥進化的重製版。於2011年11月15號發行。                                            |
| 2012 | 最後一戰4           | Xbox 360                                        | 於E3 2011公布, 是最後一戰系列全新三部曲的第一部。由343 Industries製作, 於2012年11月6號發行。  |
| 2013 |        | iOS、Windows Phone、Windows、Xbox 360、Xbox One | 是《光环》系列衍生作，与Vanguard Games合作开发                                                |
| 2014 | 光环 士官长合辑     | Xbox One、Windows                               | 是最後一戰系列合辑，包含了系列正统作品1-4作。由343 Industries领衔製作, 於2014年11月11日發行。 |
| 2015 |        | iOS、Windows、Windows Phone                     | 是《光环》系列衍生作，与Vanguard Games合作开发                                                |
| 2015 | 光环5：守护者       | Xbox One                                        | 是《光环》系列全新三部曲的第二部。由343 Industries製作。                                      |
| 2017 | 光环战争2           | Xbox One、Windows                               | 是《光环》系列衍生作，协助Creative Assembly合作开发                                           |
| 2018 | 光环：渡鸦小队      | 街机框体                                        | 与Play Mechanix 和 Endeavor One合作开发                                                       |
| 2021 | 光环：无限          | Xbox Series X、Xbox One、Windows                | 讲述《光环》系列全新故事之作。                                                                |

### 影视
- 光环4 航向黎明号（网络剧，2012年）
- 光环（电视剧，2022年-2024年）

## 外部連結
- 343 Industries官方網站（页面存档备份，存于）